# Jarosław Mazurkiewicz
Jarosław Mazurkiewicz (Tczew, 13 novembre 1979) è un ex calciatore polacco, di ruolo centrocampista.

## Carriera

### Club
Mazurkiewicz cominciò la carriera con la maglia del Wisła Tczew. Fu poi in forza allo Zawisza Bydgoszcz, prima di accordarsi con il Polonia Varsavia. Rimase in questa squadra dal 1998 al 2005, fatta eccezione per un periodo in prestito al Ceramika Opoczno: con il Polonia Varsavia, collezionò 94 presenze e 5 reti nell'Ekstraklasa.
Lasciò poi la Polonia per passare ai belgi de La Louvière. Dopo un'altra esperienza in patria, allo Start Otwock, giocò ancora in Belgio, al Péruwelz. Ritornò ancora allo Start Otwock, per poi venire ingaggiato dai norvegesi dello Høland.